# Colloque
Pour l’article ayant un titre homophone, voir Coloc.
- À l'origine les colloques, du latin colloquium (« conversation »), sont des conférences religieuses tenues dans le but de discuter un point de doctrine ou de concilier des opinions diverses.
- Par extension, un colloque est une réunion de spécialistes et de chercheurs. En pratique un colloque est moins formel et moins ambitieux qu'un congrès, mais plus qu'un workshop ou qu'un séminaire[réf. souhaitée].

Les principaux colloques des premiers temps du christianisme sont :
- le colloque de Cascar en Mésopotamie, entre l'évêque Archélaus et Manès ;
- le colloque de Carthage, entre saint Augustin et les donatistes ;
- le colloque de Marbourg (1529) ;
- le colloque de Ratisbonne (1541) ;
- le colloque de Montbéliard (1586) ;
- le colloque de Berne (1588), entre les catholiques et les réformés ;
- le colloque de Poissy en 1561, sous Charles IX. Ce dernier avait pour but de réunir à l'Église catholique les calvinistes de Genève  Le cardinal de Lorraine d'un côté et Théodore de Bèze de l'autre y jouèrent le principal rôle, mais ce colloque n'amena aucun résultat et ne fit qu'aigrir les esprits.

## Source
Cet article comprend des extraits du Dictionnaire Bouillet. Il est possible de supprimer cette indication, si le texte reflète le savoir actuel sur ce thème, si les sources sont citées, s'il satisfait aux exigences linguistiques actuelles et s'il ne contient pas de propos qui vont à l'encontre des règles de neutralité de Wikipédia.